# Abgarm
Abgarm (perski: آبگرم) – miasto w Iranie, w ostanie Kazwin. W 2016 roku liczyło 6336 mieszkańców.